# Hippolytia kennedyi
Hippolytia kennedyi là một loài thực vật có hoa trong họ Cúc. Loài này được (Dunn) Ling mô tả khoa học đầu tiên năm 1979.